# Knotwilgen bij ondergaande zon
Het schilderij Knotwilgen bij ondergaande zon is in 1888 geschilderd door Vincent van Gogh. Het schilderij is gemaakt met olieverf op doek. Het toont een rij knotwilgen in Arles, Frankrijk, met op de achtergrond een zonsondergang. Het werk is geschilderd met een sterk kleurcontrast. De rood-oranje kleuren steken fel af tegen de blauwe kleuren.
Het werk hangt nu in het Kröller-Müller Museum in Otterlo. 